# Valle del Jequetepeque

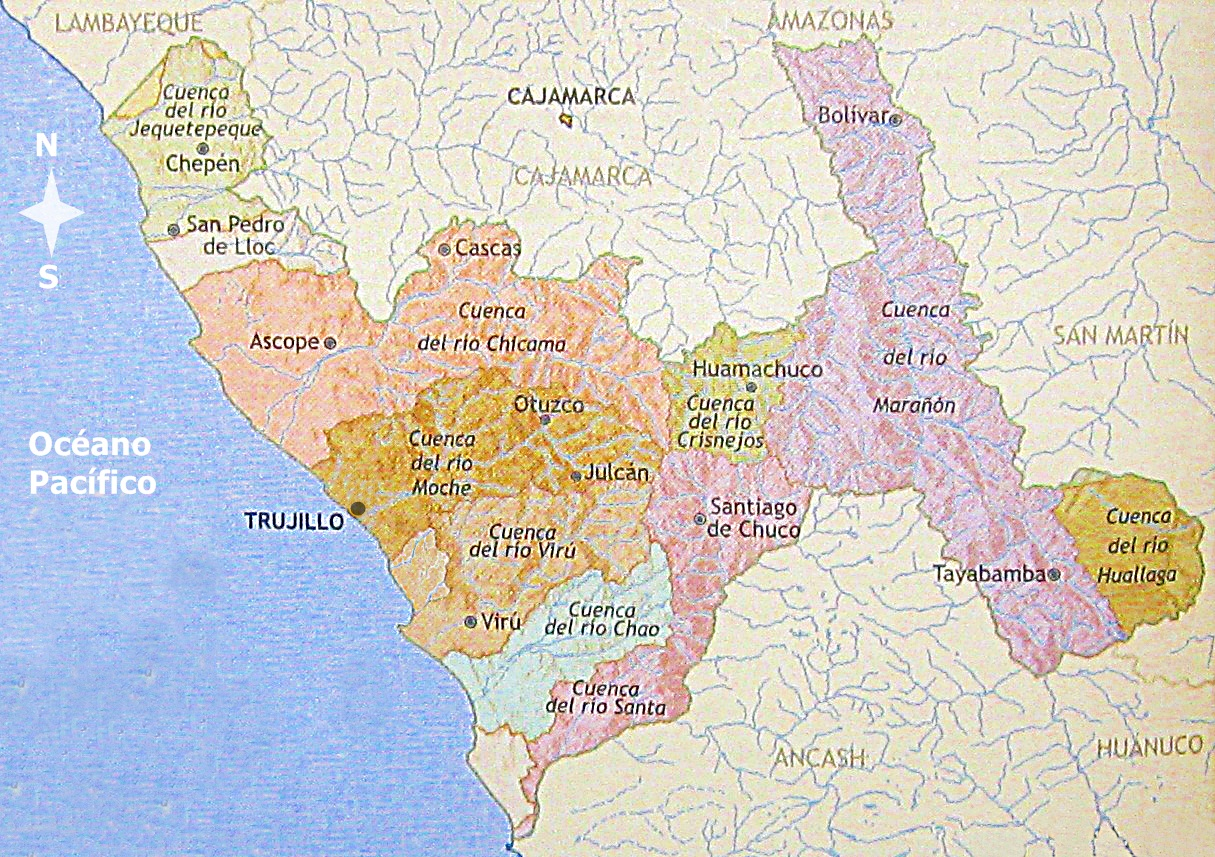
El valle Jequetepeque se ubica al norte del Valle Chicama en el departamento de La Libertad

El Valle del Jequetepeque es una zona extensa que inicia en el departamento de Cajamarca y que ocupa también parte del departamento de La Libertad, en el norte peruano. Las tierras de este valle se encuentran irrigadas en gran parte por las aguas del río Jequetepeque. Ha constituido un valle  agrícola desde la época precolombina. Contiene localidades rurales y urbanas siendo Pacasmayo una ciudad portuaria importante de este valle. El valle tiene una historia de gran valor cultural durante el desarrollo de la cultura Moche.  El Valle Jequetepeque es uno de los mayores productores de arroz en el país.

## Historia
En el valle Jequetepeque tuvo lugar el desarrollo de la cultura Moche entre otras como la Cultura cupisnique. Se encuentran sitios arqueológicos como San José de Moro, Pakatnamu ubicado al norte de la ciudad de Pacasmayo entre otros. En los primeros años de la época colonial Jequetepeque fue cabecera de un gran curacato en 1572, el pueblo lleva el nombre del Cacique Jequetepeque. El río Jequetepeque antiguamente era llamado NEC.

## Localidades
Algunas localidades del valle son:
- Chepén
- Guadalupe
- Pacasmayo
- San Pedro de Lloc
- Limoncarro
- Jequetepeque
- Chérrepe
- Tembladera
- Quindén Bajo
- El Salitre
- Llallán
- Chilete

## Productos agrícolas
Algunos de los productos cultivados en el valle son los siguientes:
- Mango
- Palta
- Ciruela
- Uvas
- Sandía
- arándano azul
- Manzana
- Limón
- Guanábana
- Tumbo
- Maracuyá
- Plátano
- Ají escabeche
- tomate
- Arroz
- Maíz
- Cebolla
- Espárrago
- Ají
- Caña de Azúcar
- Frejol
- Pallares
- Ajos
- Culantro
- Repollo
- perejil
- Camote
- Lechuga

,etc.

## Fauna
Como parte de la fauna del valle se encuentran las siguientes especies:
- Ganado vacuno
- Caballo
- Alpaca
- Oveja, etc.